# Фащенко, Василий Васильевич
Василий Васильевич Фащенко (5 января 1929, с. Катещино — 24 июня 1999, Одесса) —  украинский учёный-литературовед, критик, исследователь новелл. Доктор филологических наук (1970), профессор, лауреат Государственной премии Украины имени Т. Г. Шевченко (1985), член Союза писателей Украины (1966).

## Биография
Родился 5 января 1929 года в с. Катещино Томаковского района Днепропетровской обл. в семье земледельца. В 1949 окончил среднюю школу в с. Кременном Ворошиловградской (ныне Луганской) области.
В 1954 году закончил украинское отделение филологического факультета ОГУ имени И. И. Мечникова (ныне — Одесский национальный университет имени И. И. Мечникова) и поступил в аспирантуру при кафедре украинской литературы.
В 1958 защитил кандидатскую диссертацию по теме: «Новеллы О. Гончара».
В1957—1963 годах занимал должность редактора университетской газеты «За наукові кадри».
С 1962 по 1968 годы — декан общенаучного факультета, проректор по заочному и вечернему обучению (1968—1970).
В 1970 защитил докторскую диссертацию — «Жанрово-стильові проблеми української радянської новелістики». После защиты кандидатской диссертации ученый работал старшим преподавателем кафедры украинской литературы, доцентом этой же кафедры. С 1972 — профессор, заведующий созданной им кафедры советской литературы и литературы народов СССР (с 1989 — кафедра литературы XX века). Работал проректором по научной работе (1970—1976). Был главным редактором научного межведомственного сборника «Вопросы литературы народов СССР» (1975—1993).
Умер 24 июня 1999 года в Одессе.

## Научная деятельность
Целенаправленный научный поиск обеспечил В. В. Фащенко место среди самых авторитетных исследователей украинской новеллы. Выданные ученым монографии «Новела і новелісти» (1968) и «Із студії про новеллу» (1971) стали этапными в выяснении существенных вопросов теории новеллы на Украине, в изучении индивидуального стиля ведущих украинских новеллистов, в частности Ю. Яновского, А. Довженко, Остапа Вишни, Г. Косынки, О. Гончара.
Исследуя историю художественной литературы, обнаружил усиленный интерес к развитию современного ему литературного процесса. За активное участие в литературном процессе Фащенко-критик был принят в члены Союза писателей Украины (1966), избирался делегатом ряда писательских съездов.
В течение 70-90 гг. (XX в.) в центре научных интересов В. В. Фащенко находилась поэтика характеротворения в художественной литературе. Под редакцией ученого вышла коллективная работа «Проблема характеру в радянській багатонаціональній літературі» (1977). Основные результаты многолетних исследований нашли отражение в его монографиях «Відкриття нового і діалектика почуттів» (1977), «У глибинах людського буття: етюди про психологізм літератури» (1981), «Характеры и ситуации» (1982).
Фащенко — один из авторов и соредактор учебника для студентов филологических факультетов университетов и педагогических институтов «Українська радянська література» (1979).
Научная, педагогическая, организационно-творческая деятельность В. В. Фащенко отмечена орденом «Знак Почета», медалью «За доблестный труд». Его статьи были отмечены Республиканской премией в области литературно-художественной критики (ныне премия имени А. Белецкого) (1979). За последние две работы был удостоен звания лауреата Государственной премии Украины имени Т. Г. Шевченко (1985).

## Труды
- Тема праці в радянській художній літературі / В. В. Фащенко; відп. ред.: М. Д. Хмелюк ; Т-во для поширення політ. та наук. знань УРСР. — Київ., 1960. — 40 с.
- Гончар і Коцюбинський / В. В. Фащенко // Коцюбинський : зб. праць темат. студент. наук. гуртка по вивч. творч. М. М. Коюбинського / відп. ред.: А. В. Недзвінський. — Одеса, 1961. — С. 109—121.
- Новела і новелісти: жанрово-стильові питання (1917—1967 рр.) / В. В. Фащенко. — Київ : Рад. письменник, 1968. — 264 с.
- Із студій про новелу: жанрово-стильові питання / В. В. Фащенко. — Київ : Рад. письменник, 1971. — 215 с.
- Життєва і художня правда характеру / В. В. Фащенко // Проблема характеру в радянській багатонаціональній літературі (кінець 60-х — початок 70-х років). — Київ ; Одеса : Вища школа, 1977. — С. 5-52.
- Відкриття нового і діалектика почуттів / В. В. Фащенко. — Київ : Дніпро, 1977. — 250 с.
- У глибинах людського буття : етюди про психологізм літератури / В. В. Фащенко. — Київ : Дніпро, 1981. — 279 с.
- Характеры и ситуации / В. В. Фащенко. — М. : Сов. писатель, 1982. — 263 с.
- Павло Загребельний. Нарис творчості / В. В. Фащенко. — Київ : Дніпро, 1984. — 207 с. — (Літературний портрет).
- Герой і слово: проблеми, характери і поетика радянської прози 80-х років / В. В. Фащенко. — Київ : Дніпро, 1986. — 211 с.
- Діалогічне буття жанрів / В. В. Фащенко // Роди і жанри літератури : зб. наук. праць за матеріалами міжвуз. конф. присвяченої пам’яті проф. Г. А. В’язовського / відп. ред.: Н. М. Шляхова. — Одесса : Astroprint, 1997. — С. 3-6.
- У глибинах людського буття: літературознавчі студії / В. В. Фащенко. — Одеса : Маяк, 2005. — 640 с.